# Świerkocin (województwo kujawsko-pomorskie)
Świerkocin – wieś w Polsce położona w województwie kujawsko-pomorskim, w powiecie grudziądzkim, w gminie Grudziądz.

## Podział administracyjny

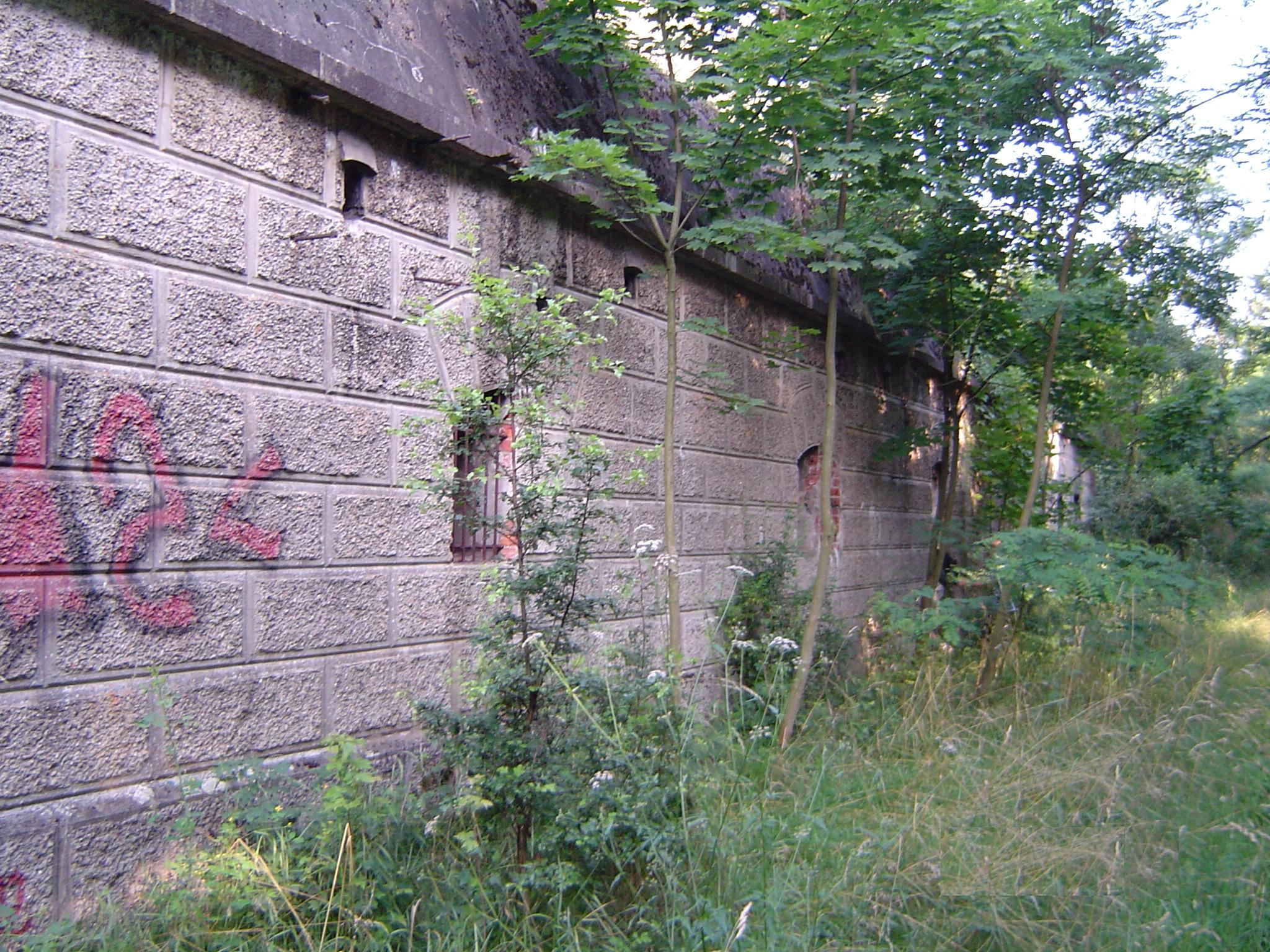
Fort Świerkocin, część Twierdzy Grudziądz

W latach 1975–1998 miejscowość położona była w województwie toruńskim.

## Demografia
Według Narodowego Spisu Powszechnego (III 2011 r.) wieś liczyła 625 mieszkańców. Jest szóstą co do wielkości miejscowością gminy Grudziądz.

## Zabudowa
Wieś zwarta o zabudowie współczesnej. Niedaleko wsi znajduje się Fort Świerkocin.

## Historia
Pod panowaniem niemieckim wieś występowała pod nazwą Tannenrode. Na terenie wsi pomnik i mogiła zbiorowa żołnierzy Armii Czerwonej poległych w marcu 1945 roku.

## Powodzie
26 marca 1924 Świerkocin, jak i inne wsie pod Grudziądzem nawiedziła wielka powódź.

## Komunikacja publiczna
Komunikację do wsi zapewniają linie autobusowe Gminnej Komunikacji Publicznej.